# Thomas Alexandre Dumas

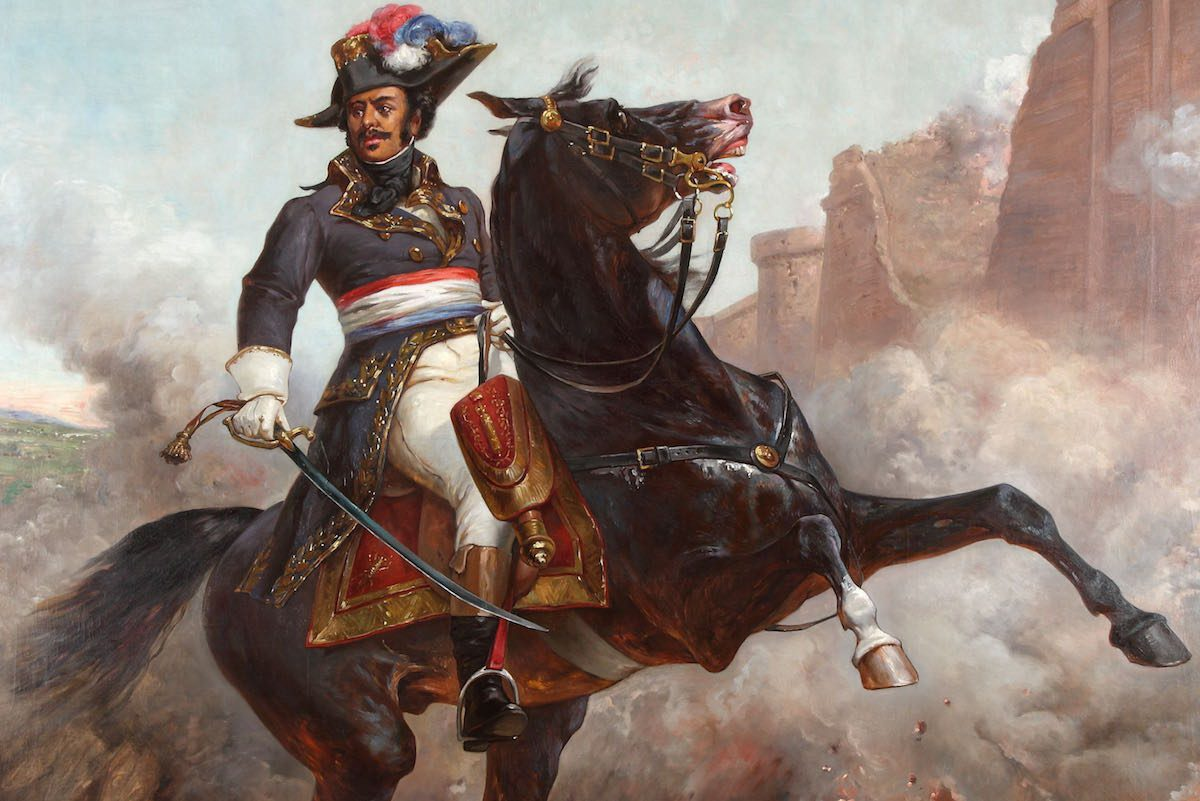
Thomas-Alexandre Dumas, posthumes Porträt von Olivier Pichat (Bildausschnitt)

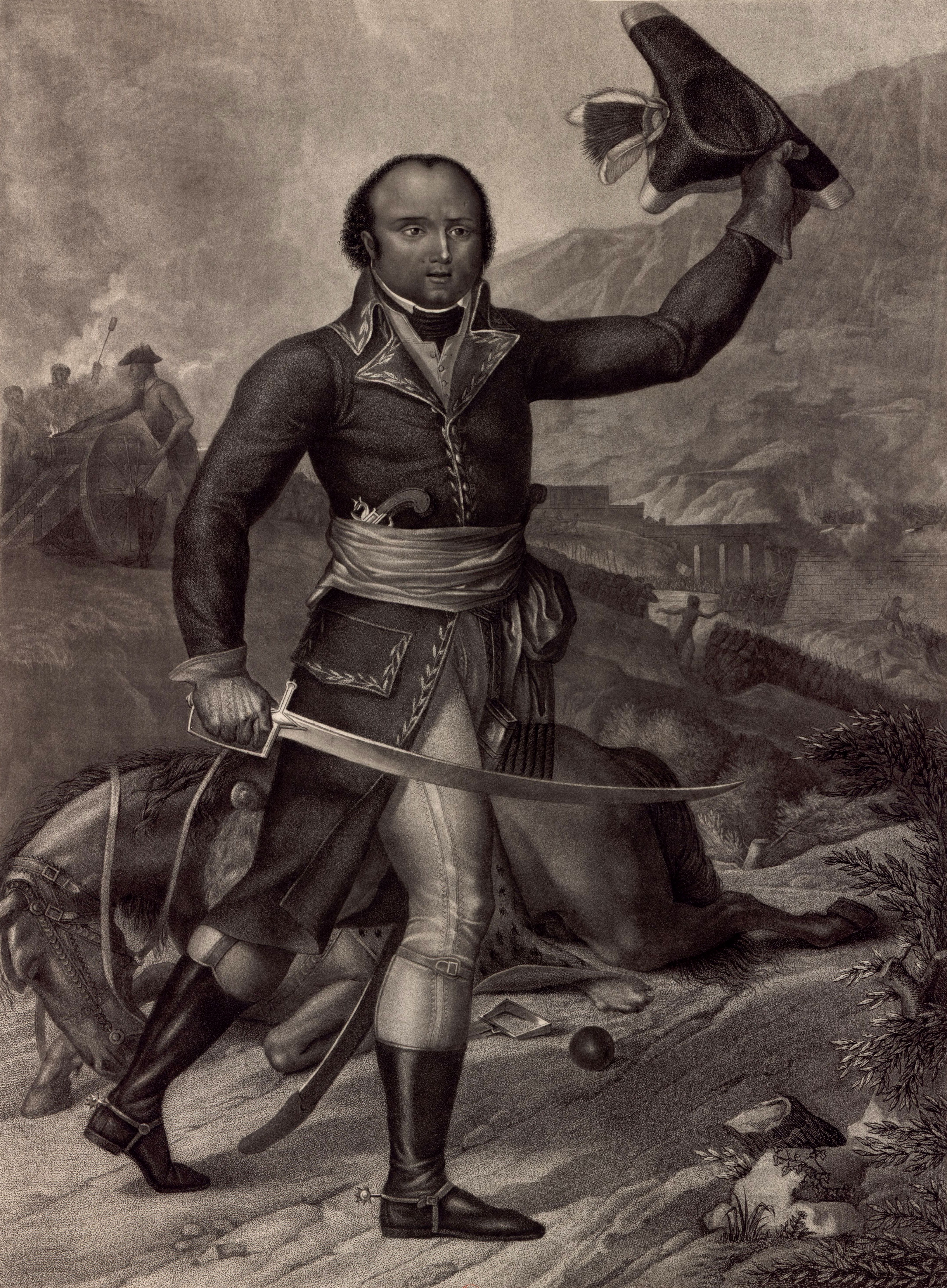
Dumas auf dem Schlachtfeld

Thomas-Alexandre Dumas (auch Thomas-Alexandre Davy de la Pailleterie IPA: [ tɔmɑ alɛksɑ̃dʁ dymɑ, davi də la pajət(ə)ʁi]; * 25. März 1762 in Jérémie, Saint-Domingue (dem heutigen Haiti); † 26. Februar 1806 in Villers-Cotterêts) war ein französischer Général de division. Er war der Vater Alexandre Dumas des Älteren und der Großvater Alexandre Dumas des Jüngeren.

## Leben

### Frühe Jahre
Thomas-Alexandre wurde 1762 als jüngstes von vier illegitimen Kindern seines Vaters mit der Sklavin afrikanischer Herkunft Marie-Cessette Dumas geboren und verbrachte die ersten 12 Jahre seines Lebens auf einer Plantage in Jérémie.

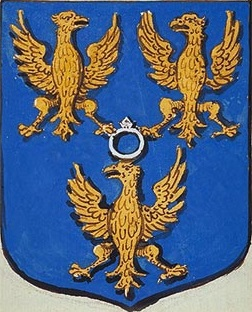
Väterliches Familienwappen der Davy de La Pailleterie: In Blau ein silberner Ring, begleitet von drei goldenen Adlern.

In der damals nur schwer zugänglichen Gegend um Jérémie hatte sich sein Vater, der Marquis Antoine-Alexandre Davy de la Pailleterie, angesiedelt, nachdem er sich mit seinem jüngeren Bruder Charles zerstritten hatte und mit drei schwarzen Sklaven 1748 von dessen Zuckerplantage, wo er zuvor gelebt hatte, geflohen war. Nach dieser Flucht erwarb er dann Marie-Cessette. Trotz Sklavenjägern, die sein Bruder den Flüchtenden hinterhergeschickt hatte, und auch trotz offizieller Ermittlungen von französischen Beamten wegen einer Hinterlassenschaft (er stammte aus dem normannischen Adel) lebte sein Vater unter dem Namen Antoine de’Isle unerkannt in Jérémie und es wurde allgemein angenommen, dass er tot sei.
Im Dezember 1775, als Thomas-Alexandre 14 Jahre alt war, ging sein Vater zurück nach Frankreich. Nach einem späteren Bericht hatte er drei seiner Kinder und Marie-Cessette verkauft, wobei die spätere Heiratsurkunde von Thomas-Alexandre allerdings im Widerspruch dazu angibt, dass seine Mutter Marie-Cessette bereits 1772 verstorben sei. Sein viertes Kind, Thomas-Alexandre, hatte Antoine in Port au Prince für 800 Livre mit dem Recht auf spätere Auslösung verpfändet, womit er seine Schiffsreise nach Frankreich bezahlte. Wenig später wurde Thomas-Alexandre vom Vater ausgelöst und im August 1776 nach Frankreich geholt.
Mit dem Betreten französischen Bodens war Thomas-Alexandre frei; Philosophen der Aufklärung und einige Juristen hatten in den Jahrzehnten vorher gegen Sklaverei Stellung genommen und durch einige Musterprozesse (etwa: Jean Boucaux v. Verdelin, 1738) erreicht, dass Sklaven, die französischen Mutterboden betraten, gemäß dem Freiheitsprinzip abgesehen von einigen Ausnahmeregelungen automatisch frei waren. Thomas-Alexandre konnte sich somit recht frei entfalten und erfuhr eine aristokratische Erziehung. In Paris befreundete er sich mit dem Chevalier de Saint-Georges, einem berühmten Musiker und Fechtmeister, dessen Mutter aus Afrika stammte.

### Militärkarriere
Nachdem er sich 1786 mit seinem Vater kurz vor dessen Tod zerstritten hatte, trat er unter dem Namen seiner Mutter als Dragoner in die französische Armee ein. Die Freundschaft mit drei seiner Kameraden, die wie er zu Generälen aufstiegen, inspirierte später seinen Sohn zum Roman Die drei Musketiere.
Als im Zuge der Revolution von 1789 Unruhen im Land aufflackerten, wurde er mit einem Teil seines Regiments nach Villers-Cotterêts verlegt. Hier lernte er Marie Labouret kennen, die Tochter des Gastwirtes, bei dem er logierte, die er 1792 heiratete.
In den fast pausenlosen Kriegen, die 1793 begannen, machte er rasch Karriere. Noch 1793 wurde er zum Divisionsgeneral befördert. 1794 übernahm er den Befehl über die Alpenarmee, mit der er bis an den Mont Cenis vordrang. Im Oktober desselben Jahres musste er den Oberbefehl in der Vendée übernehmen, wo ihn seine Mäßigung gegenüber den Aufständischen beim Terrorregiment des Wohlfahrtsausschusses in Ungnade brachte und fast den Kopf kostete. Ab 1795 kämpfte er in Italien, ging dann unter General Joubert nach Tirol und machte 1798 die Expedition nach Ägypten mit.

### Gefangenschaft
Auf dem Rückweg im März 1799 von Ägypten geriet sein Schiff Belle Maltaise in stürmisches Wetter und drohte zu kentern. Zusätzlich gingen die Nahrungsreserven zur Neige und die Entscheidung wurde getroffen, in Tarent in Unteritalien anzulegen, um dort um Hilfe zu bitten. Die Stadt wurde zu diesem Zeitpunkt jedoch nicht mehr, wie angenommen, von revolutionären pro-französischen Kräften beherrscht, sondern von dem Esercito della Santa Fede in Nostro Signore Gesù Cristo (dt. etwa „Armee des heiligen Glaubens an unseren Herrn Jesus Christus“), einer aus süditalienischen Milizen hervorgegangenen, alle Ideen der französischen Revolution ablehnenden, reaktionären Koalition von Klerikern, Aristokraten, Bauern und Banditen unter der Führung des katholischen Kardinals Fabrizio Ruffo. Die Franzosen, neben Dumas auch der Geologe Déodat Gratet de Dolomieu, wurden gefangen genommen. Dumas erkrankte während der Gefangenschaft schwer. Er litt unter Depression und starken Bauchschmerzen, wurde auf einem Auge blind und auf einem Ohr taub. Er notierte in seinem Tagebuch den Verdacht, dass er absichtlich vergiftet wurde, und wollte nach seiner Freilassung die skandalösen Bedingungen der Gefangenschaft publik machen. In diesem Zustand wurde Dumas im März 1801 freigelassen, nachdem die Freilassung aller französischen Gefangenen eine Bedingung der Kapitulationsverhandlungen zwischen dem französischen General Murat, welcher eine Armee Richtung Neapel führte, und Ferdinand I., König von Neapel, war.

### Späte Jahre in Frankreich
1802 wurde sein Sohn Alexandre Dumas, der spätere Schriftsteller, geboren. Im Februar 1806 starb Thomas-Alexandre Dumas an einem Magenkrebsleiden.

### Rezeption nach dem Tod
1906 wurde ihm zum 100. Todestag auf der Place Malherbes, heute Place du Général-Catroux, ein Denkmal errichtet, das jedoch 1940 während der deutschen Besatzungszeit von französischen Kollaborateuren entfernt wurde. Seit 2009 befindet sich am selben Ort ein neues Denkmal, das gesprengte Sklavenketten darstellt. Sein Sohn hat zahlreiche abenteuerliche Episoden aus seinem Leben literarisch verarbeitet. „Der am meisten von seinem Vater inspirierte Roman Dumas' ist sicherlich ‚Georges‘“. (Tom Reiss)

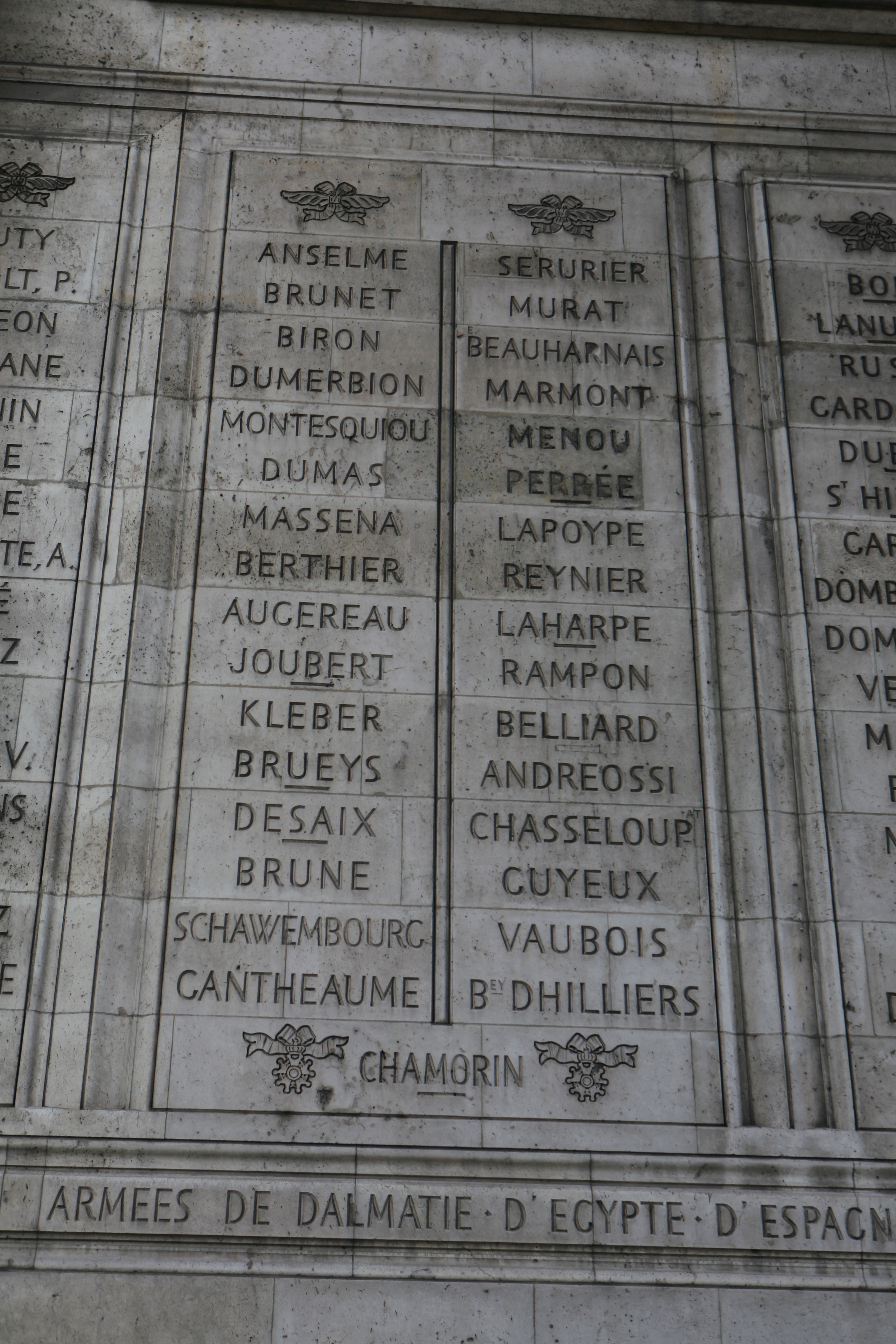
Auf dem Triumphbogen steht der Name „Dumas“ in der 23. Spalte an 6. Stelle

## Ehrungen
Sein Name ist am Triumphbogen in Paris in der 23. Spalte eingetragen.